# Ghiacciaio Bozhinov
Il ghiacciaio Bozhinov (in inglese Bozhinov Glacier) (64°36′30″S 61°27′30″W) è un ghiacciaio lungo 5 km e largo 2,5, situato sulla costa di Danco, nella parte occidentale della Terra di Graham, in Antartide. Il ghiacciaio, il cui punto più alto si trova a 827 m s.l.m., si trova, in particolare, a nord del ghiacciaio Krebs e a sud del ghiacciaio Nobile e fluisce verso ovest fino ad arrivare alla cala di Kapisturia, nella baia di Charlotte.

## Storia
Il ghiacciaio Bozhinov è stato così battezzato dalla Commissione bulgara per i toponimi antartici in onore del pioniere dell'aviazione bulgaro Georgi Bozhinov (1879-1955) il cui innovativo aeroplano fu brevettato in Francia nel 1912.